# Kawasaki GPZ 750
La GPZ 750 est un modèle de moto du constructeur japonais Kawasaki.